# Vedanta
Vedanta (Sanskriet वेदान्त, vedānta /ˈʋeː.dαːn.tə/, het eind van de Veda's, het wetenseind) is een van de zes belangrijkste orthodoxe of astika-scholen van de Indische filosofie. Vedanta pleit voor een terugkeer naar de Upanishads, wat ook de naam verklaart. Naast de principiële (10-13) Upanishads gelden de Brahmasoetra's en de Bhagavad Gita – alle drie gezamenlijk de Prasthanatrayi genoemd – als de grondslag van vedanta.
Een voorbeeld van de hierbij horende praxis is de jnana yoga. Zoals bij alle Indische filosofieën is het doel gericht op het bereiken van moksa of verlossing uit de cyclus van samsara en het bijbehorende lijden.

## Oorsprong en rol
De Indiase wijze Badarayana wordt beschouwd als een van de belangrijkste grondleggers van deze filosofie en als de auteur van de Brahmasoetra's die op de Upanishads zijn gebaseerd.
Alle vormen van vedanta komen aanvankelijk uit de Upanishads, een stel filosofische en instructieve vedische geschriften die vooral met vormen van meditatie te maken hebben, maar tegelijk ook inzicht verschaffen in de kennis van de diepste realiteit. De Upanishads geven de grondessentie van alle Veda's weer. Al worden ze als de ruggengraat van de Veda's beschouwd, toch zijn ook delen van het vedantisch denken uit de Aranyakas afkomstig.
De vedanta-filosofie kreeg ten slotte de hoofdrol als gemeenschappelijk fundament voor de latere ontwikkeling van de talloze hindoeïstische strekkingen.

## Transitie van vedische naar vedantijnse religie

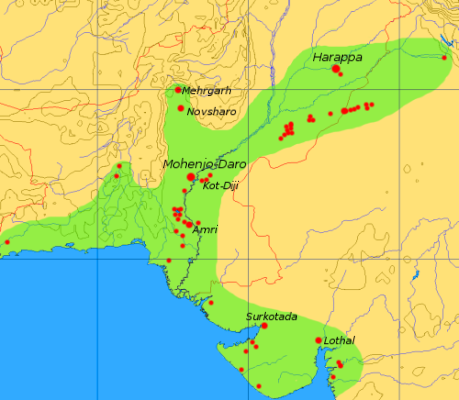
Nederzettingen in het gebied van de Indusbeschaving

In Azië zijn filosofie, religie en leefwijze nooit zo sterk gescheiden als in het Westen.

Terwijl de traditionele karma kanda of de ritualistische componenten van de religie verder werden toegepast door de Brahmanen als meditatieve en verzoeningsriten om de samenleving te leiden tot zelfkennis, begonnen meer Jnana of kennisgerichte opvattingen op te komen. Het waren mystieke stromingen van de vedische religie die op meditatie focusten, en op zelfdiscipline en spirituele verbondenheid, eerder dan op rituelen.
In vroege geschriften refereert het Sanskriet vedānta naar de Upanishads, de meest speculatieve en filosofische vedische teksten. Maar in de middeleeuwse periode van het hindoeïsme kreeg het woord vedanta de betekenis van filosofische school voor interpretatie van de Upanishads.
Van de verschillende vormen van kennis of pramana beschouwde de traditionele vedanta de autoriteit van de teksten of shabda als het meest authentieke middel tot kennis, daar waar perceptie of pratyakasa en logische inferentie of anumana onderschikt werden beschouwd, maar nog steeds waardevol.

## Kernidee
De kernfilosofie die in de Upanishads wordt aangegeven, namelijk rond het begrip van een enkele absolute realiteit, het brahman, vormt het hoofdprincipe van de vedanta. Ook het goddelijk concept is er, de ishvara. De manier waarop de vedantische onderscholen van elkaar verschillen, ligt voornamelijk in de wijze waarop zij God theoretisch met het Brahman in overeenstemming trachten te brengen.

## Formalisering
De systematisering van vedantische inzichten in een coherente verhandeling werd ondernomen door
Badarayana in de Vedanta-soetra (brahmasoetra). De gevatte en voor buitenstaanders cryptische aforismen laten ruimte voor interpretatie, wat resulteerde in de formatie van talloze vedanta-scholen, die elk de teksten op een eigen manier interpreteerden en hun eigen subcommentaren opleverden die zich conform tot het origineel verklaarden. Constant gegeven in de vedanta is de uitleg dat het ritueel geschuwd moet worden ten gunste van het individuele zoeken naar waarheid door middel van meditatie, geleid door liefdevolle moraliteit, gerust in het weten dat eindeloze zaligheidservaring (ananda) de zoeker wacht.

Bijna alle hindoeïstische sekten zijn direct of indirect beïnvloed door de gedachtestelsels die door vedantijnse zoekers zijn ontwikkeld. Het hindoeïsme dankt zijn voortbestaan voor een groot deel aan de formatie van een coherente en logisch geavanceerde systemen van vedanta.

## Subscholen van vedanta
De drie takken van Vedanta die in het westen de meeste bekendheid hebben gekregen zijn:
- Dvaita, grondlegger Sri Madhvacharya.
- Vishishtadvaita, grondlegger Shri Ramanuja
- Advaita vedanta, grondlegger Shri Adishankara

Laat 19e eeuw en begin 20e eeuw werd vedanta fervent in het Westen binnengebracht door Swami Vivekananda. Hij werd door meerdere andere Indiase wijzen en yogi's gevolgd, zoals Yogananda en Maharishi Mahesh Yogi die er de principes van verklaarden voor grote groepen geïnteresseerde aanhangers in talloze landen.